# Henry Mentink
Henry Mentink (Nagele, 20 maart 1953) is een Nederlands sociaal ondernemer en schrijver. Als ondernemer is hij vooral bekend van duurzame initiatieven, zoals het autodeelplatform MyWheels, en als bestuursvoorzitter achter het Grenswisselkantoor tussen Hemel en Aarde, een initiatief dat mensen uitnodigt tot het symbolisch terugschenken van grond aan de Aarde.

## Biografie
Mentink groeide op in een katholiek boerengezin in de Noordoostpolder. Na zijn middelbare school studeerde hij aan de Christelijke Hogere Agrarische School in Dronten en aan de Nyenrode Business Universiteit. In 1975 maakte hij een reis door de Verenigde Staten, onder meer naar Dallas, als eerbetoon aan John F. Kennedy, die naar eigen zeggen een belangrijke inspiratiebron voor hem was.
Na zijn studie werkte hij onder meer bij farmaceutisch bedrijf Upjohn en de Zaadunie. In de jaren negentig maakte hij de overstap naar zelfstandig ondernemerschap en startte hij diverse bedrijven en organisaties op het snijvlak van ecologie, economie en gemeenschapsvorming.

## Initiatieven

### MyWheels
In 1993 startte Mentink met gedeeld autogebruik in zijn woonplaats. Dit leidde tot de oprichting van de coöperatie Wheels4All (later: MyWheels), een van de eerste autodeelinitiatieven van Nederland. Het project werd sociocratisch georganiseerd, waarbij leden inspraak hadden in het beheer en de besluitvorming. In 2015 droeg Mentink de dagelijkse leiding over.

### Grenswisselkantoor tussen Hemel en Aarde
In 2013 ontwikkelde Mentink het idee voor een grenswisselkantoor waar mensen hun geld kunnen omwisselen voor de 'munteenheid van de hemel'. De kern van het initiatief is het verwerven van grond door middel van schenkgeld, om deze vervolgens in gemeenschap terug te geven aan de Aarde. In dit kader beoogt Mentink duizend mensen te vinden die elk één miljoen euro schenken, gekoppeld aan duizend plekken op Aarde. Anno 2025 hebben verscheidene mensen die stap gezet. Een van hen schonk twintig hectare, ter waarde van vier miljoen euro.

### Wereldwinkel en Fairtrade
Mentink was betrokken bij de professionalisering van de Wereldwinkel in Bovenkarspel, onder meer via creatieve financieringsvormen zoals obligaties en theaterdiners. Hij was tien jaar lid van de Raad van toezicht van Fairtrade Original (1998–2008).

### Het Veerhuis en de Aarde als erfgoed
In 2015 kocht Mentink het Veerhuis in Varik, een historisch pand aan de Waal dat ooit eigendom was van kunstenaar Pieter Kooistra. Kooistra was de bedenker van de kunstuitleen in Nederland en ontwikkelde al in de jaren zeventig plannen voor een alternatieve wereldeconomie gebaseerd op een (wereld)basisinkomen en eerlijker verdeling van hulpbronnen.
Mentink zag in het Veerhuis een plek waar kunst, economie, spiritualiteit en gemeenschapsvorming samen konden komen. Hij transformeerde het tot een plaats voor nieuwe economische modellen en maatschappelijke experimenten. Met behulp van crowdfunding werd het geld ingezameld om de grond onder het Veerhuis los te kopen van eigendom. De grond werd geschonken aan de Stichting Grond van Bestaan, die zich inzet voor het vrijmaken van land uit de speculatieve markt. Het Veerhuis werd daarmee een van de eerste plekken in Nederland waar grond juridisch is losgekoppeld van bezit, met als doel deze zonder financiële waarde beschikbaar te houden voor toekomstige generaties. In 2022 liep hij met een kruiwagen vol zakjes grond van Varik naar het UNESCO-kantoor in Parijs, met als doel de Aarde op de Werelderfgoedlijst te krijgen.

### Spirituele inspiratie en Damanhur
Mentink is lid van de School of Meditation van de spirituele gemeenschap Damanhur in Italië. Hij brengt elementen van spiritualiteit, ceremoniële verbinding met natuur en alternatieve economie samen in zijn werk. Zo ontwikkelde hij de zogeheten UNO-box, een denkkader waarin de binnen- en buitenkant van ondernemerschap worden verbonden.

## Erkenning
- 1996 - Winnaar hoofdprijs (fl. 20.000) van de Provincie Noord-Holland voor het plan Air Miles voor afval
- 1996 - Winnaar ideeënwedstrijd met het verzekeringsconcept People Linked
- 2009 - Duurzaam lintje ontvangen op Duurzame Dinsdag uit handen van minister Jacqueline Cramer

## Publicaties
- 1990 - Organisatiecultuur en informatiesystemen – studieboek over organisatieontwikkeling
- 1996 - Op weg naar Groen geld
- Creato - (onuitgegeven) manuscript over natuur als inspiratie voor organisaties